# Frank Rodimer
Frank Joseph Rodimer (ur. 25 października 1927 w Rockaway, New Jersey, zm. 6 grudnia 2018 w Totowa, New Jersey) – amerykański duchowny katolicki, biskup Paterson w latach 1977–2004.

## Życiorys
Święcenia kapłańskie otrzymał 19 maja 1951 i inkardynowany został do diecezji Paterson. W roku 1951 uzyskał licencjat z teologii, a trzy lata później doktorat z prawa kanonicznego na Katolickim Uniwersytecie Ameryki. Od początku posługi duszpasterskiej był pracownikiem kurii diecezjalnej, początkowo jako asystent kanclerza, a następnie dyrektor ds. liturgii. W czasie dwóch ostatnich sesji soboru watykańskiego II był sekretarzem swego ordynariusza Johna Navagh, a także odpowiedzialnym za sprowadzenie do kraju jego zwłok po nagłej śmierci podczas obrad w roku 1965. W latach 70. był kanclerzem diecezji Paterson. Od czerwca do grudnia 1977 roku, decyzją kolegium konsultorów, sprawował funkcję administratora diecezji po śmierci dotychczasowego ordynariusza.
5 grudnia 1977 papież Paweł VI mianował go ordynariuszem rodzinnej diecezji. Sakry udzielił mu metropolita Peter Leo Gerety. Był pierwszym w historii diecezji kapłanem, którego mianowano biskupem. Na emeryturę przeszedł 1 czerwca 2004.